# 海辺の叙景
『海辺の叙景』（うみべのじょけい）は、つげ義春による日本の漫画作品。1967年9月に、『ガロ』（青林堂）に発表された全27頁からなる短編漫画作品である。

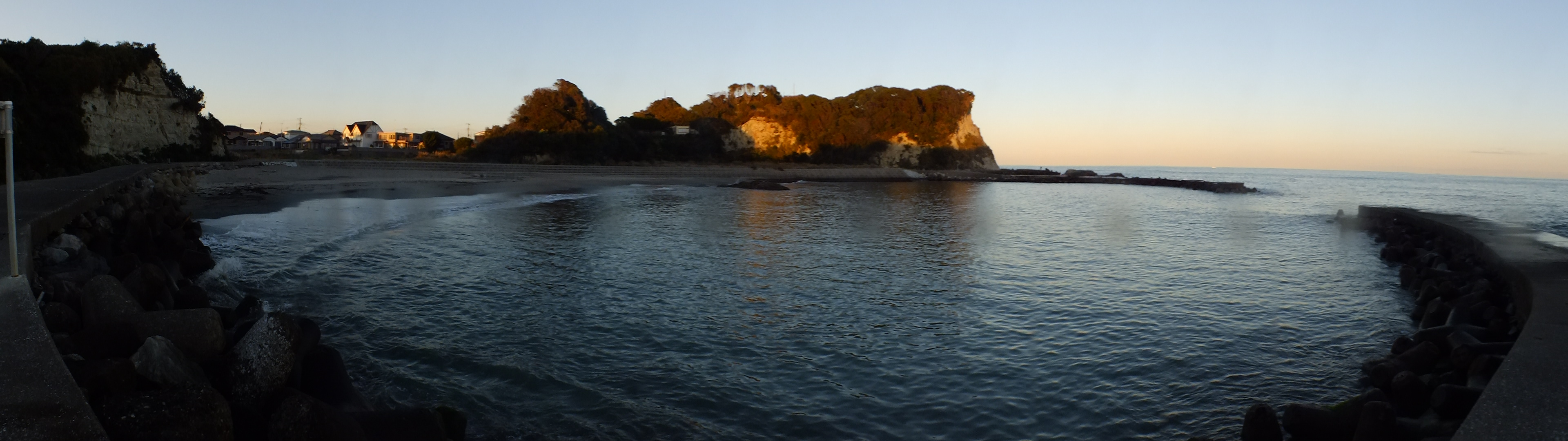
舞台となった八幡岬

## 解説
若い男女のさりげなくも淡い出会いを描いた名品。つげらしい屈折した男女関係が陰影深く千葉県大原の海岸を舞台に淡々と描かれる。独自の叙情性と仄暗さを内包し、つげの作品中でも、まとまりのとれた印象的な秀作として評価が高く、『ねじ式』に次ぐほど熱狂的なファンの支持を受けている。つげはここに「チーコ」とともに初めて大人の男女の関係を描いた。こうした「恋愛もの」はそれ以前の他の漫画家の作品にも描かれたことはなく、新しかったとつげ自身も回想している。この年には、つげにしては多作で以下のつげを代表する7作品が発表されている。
- 「通夜」（1967年3月）
- 「山椒魚」（1967年5月）
- 「李さん一家」（1967年6月）
- 「峠の犬」（1967年8月）
- 「海辺の叙景」（1967年9月）
- 「紅い花」（1967年10月）
- 「西部田村事件」（1967年12月）

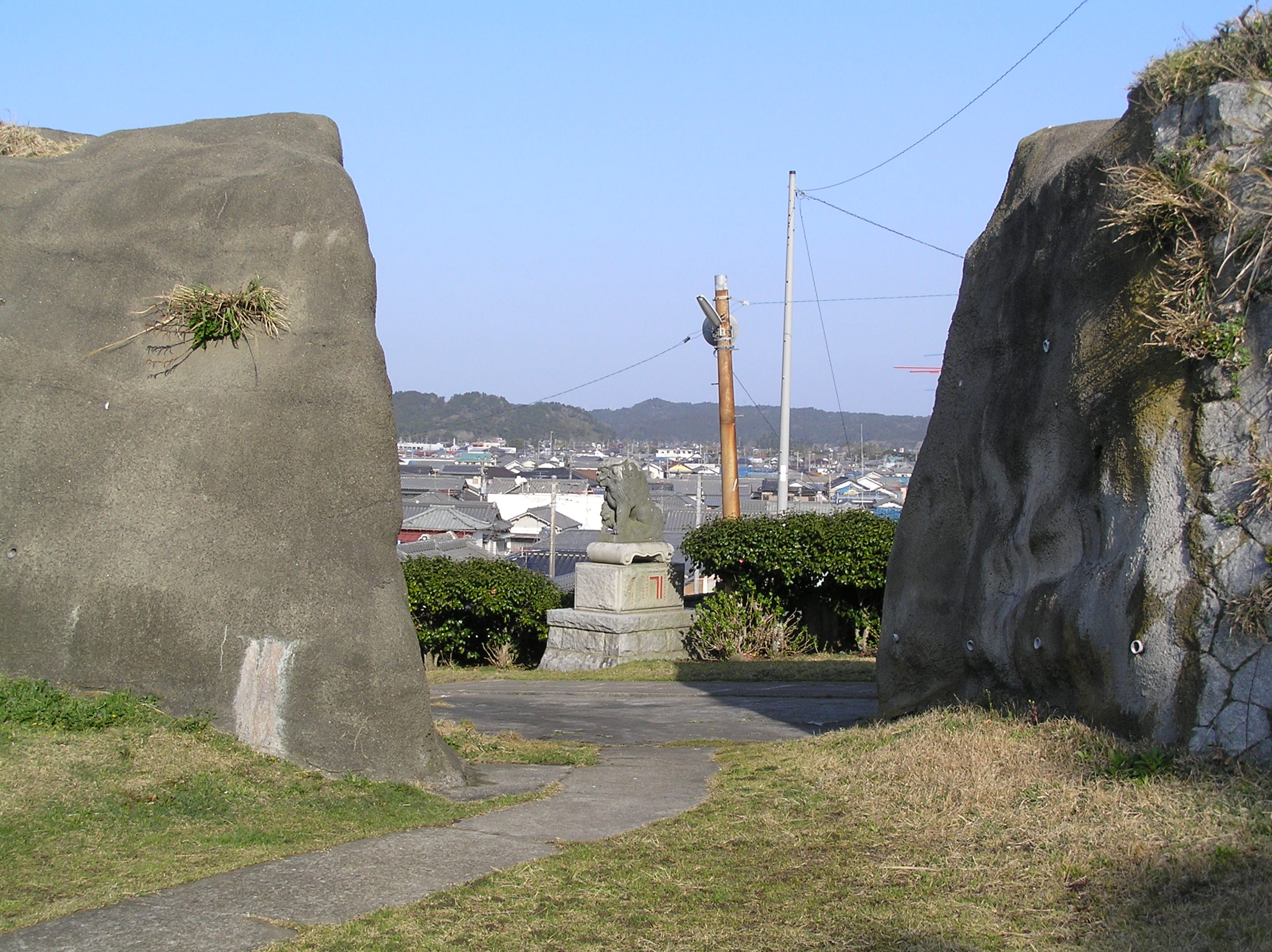
作品の舞台、千葉県大原の漁村。つげが幼少期の一時期を過ごしていたこともある。

当時、実生活では、つげは女性との付き合いはなく、ストーリーは完全な創作である。しかし、それ以前の1960年に知り合い同棲していた女性が不倫をし、その後離別をした経験から恋愛に関しては屈折した思いを抱いていた。昭和40年頃には母と千葉へ行き、親戚の家に宿泊しところてんを食べているが、その際の印象が下地になっている。また1966年4月には友人の立石慎太郎と房総方面への旅行も行っているほか、立石とは何度か房総方面へ旅行をしている。当時のつげは、旅をさかんに繰り返し強い印象を抱き、その後多くの「旅もの」に結実させたが、この作品はその萌芽を予感させる作品のひとつ。
ラストシーンの雨の降る暗い海で主人公の男性が1人、泳ぐコマは見開きで描かれ、印象深い。

## あらすじ

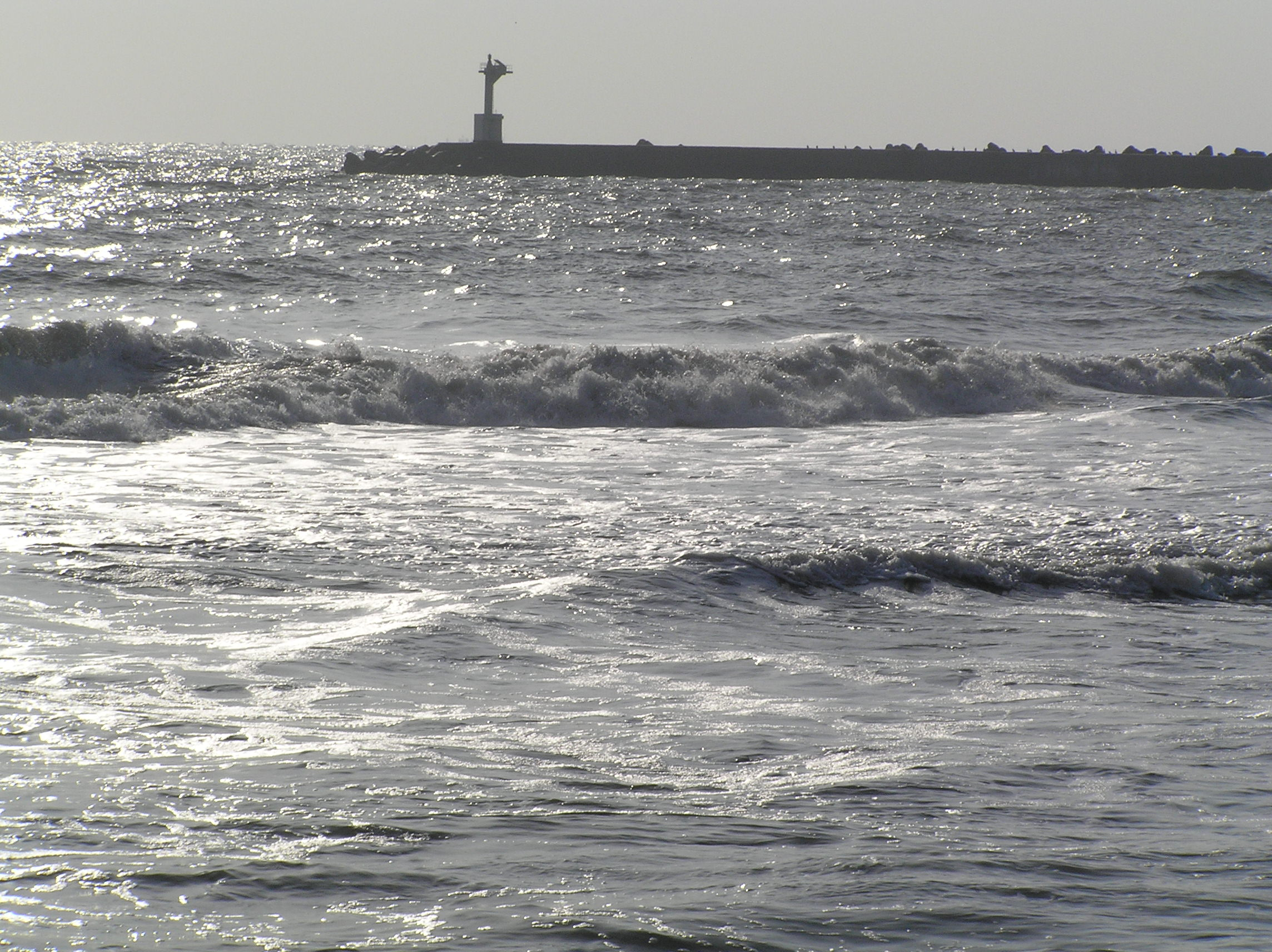
作品の舞台となった千葉県大原の海。主人公の青年は、このあたりの海で雨の中を泳いだ。

東京の薄暗いアパートに住む主人公の青年は、母親に誘われてやってきた房総の海でショートカットの美少女に出会う。20年ぶりに訪れた漁師町の思い出話や、岬のそばで土左衛門が上がった話などをする。「あしたもくる?」と尋ねる少女に「お昼過ぎに」と寡黙に答える青年。翌日、激しい雨の中、海辺のボート小屋で待ち続ける青年。あきらめて帰ろうとする瞬間に駆けつける少女。青年はおばの作った蜜豆を差し出し、2人で食べる。少女は勇気を出して、自分でデザインしたビキニを着ていた。2人は誰もいない海で泳ぐ。雨は止まない。
「あなたいい人ね」とほめられ、降りしきる雨の中の海をひとり泳ぐ青年。先に海岸に上がったビキニ姿の少女は、傘を差し浜辺から声援を送る。
「あなたすてきよ」「いい感じよ」

## 評価

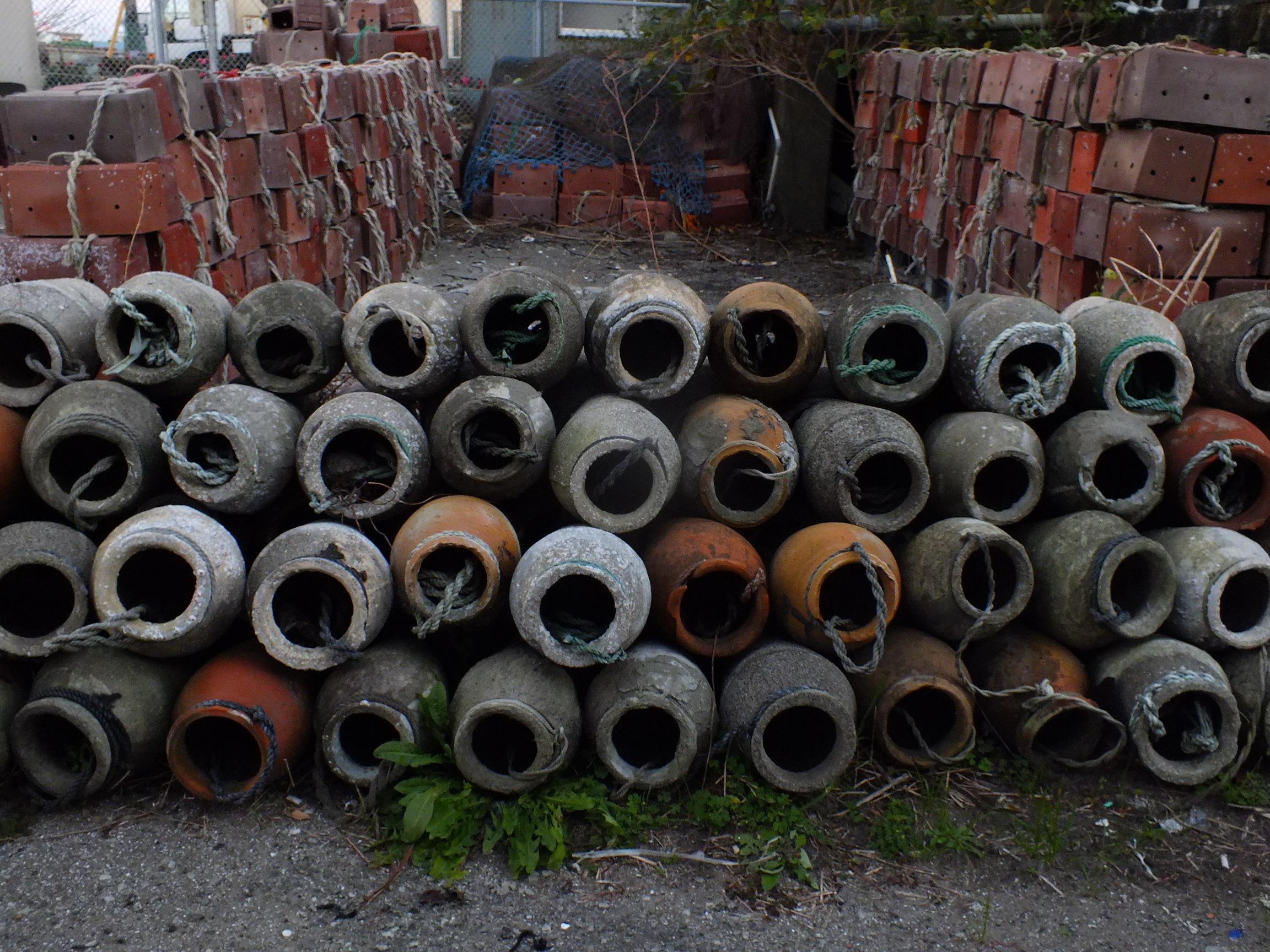
作品には大原の漁村の佇まいが叙情豊かに描かれ、蛸のエピソードも登場する。

- 権藤晋は、つげとの対談集「つげ義春漫画術（下巻）」にて、みやわき心太郎のセンチメンタルな作品に描かれる男女の関係よりもこちらのほうが本物だ、そんな単純なものじゃないと言いたかったのではないかと推測しつげに相槌を求めている。また、リリシズムと戦慄感を持っているとも述べた[2]。
- 山下裕二 - 映画的手法が際立っている。ものすごい俯瞰があるかと思えば極端な仰角があるなど（P51）カメラアングルの急激な切り替え効果により場面の転換に効果的に作用している。『紅い花』とともに映像的な手法をきわめて斬新にマンガに持ち込み成功している[3]。

## 作品の舞台

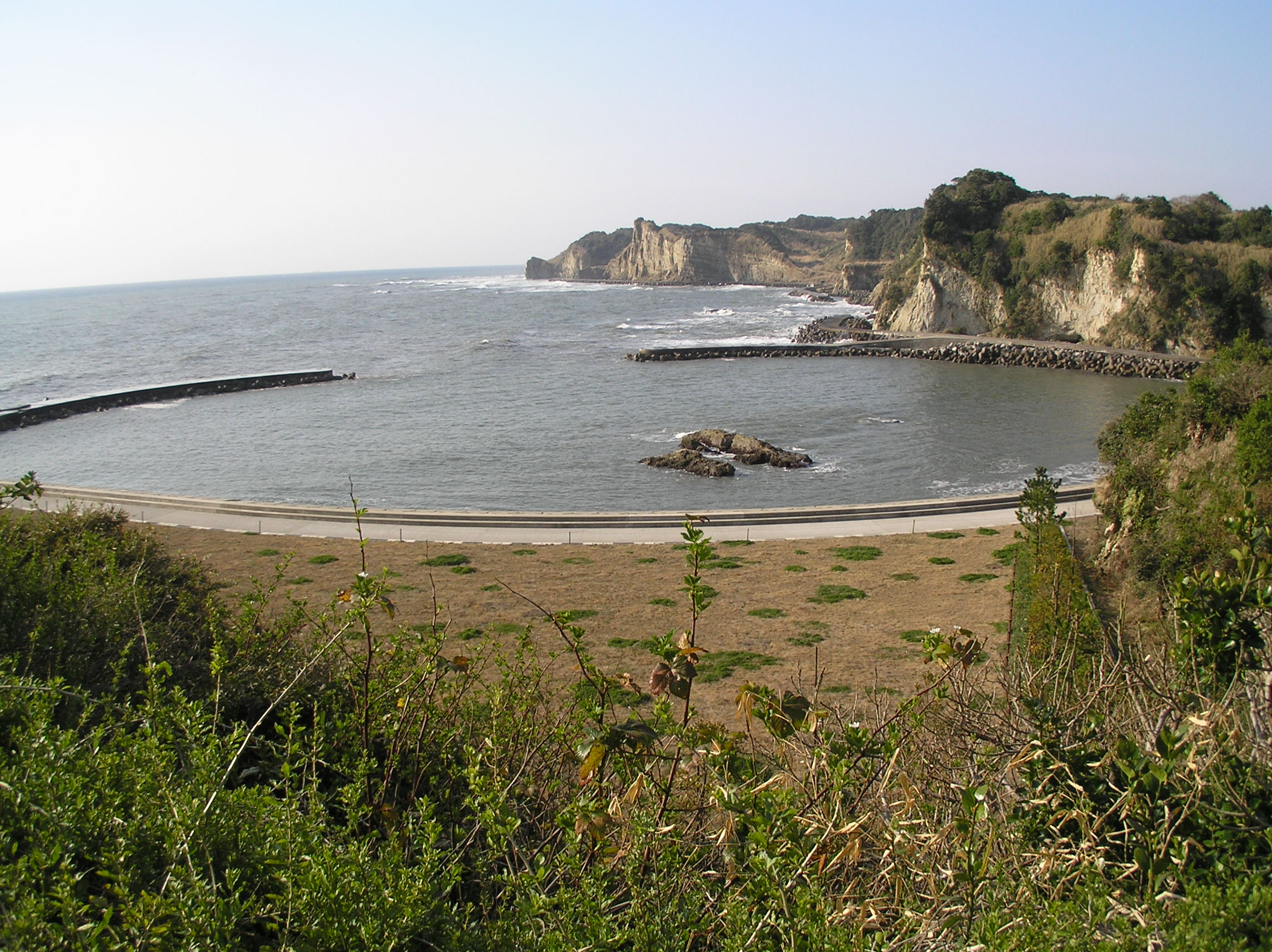
八幡岬からの展望。つげ義春はこの場所を好み、石子順造らを案内した。

つげの作品にはしばしば地名が実名で登場するが、この作品には一切かかれてはいない。1967年当時ガロの編集者であった権藤晋はつげからこの作品を手渡され読み終えた際に、作品に描かれた場所が外房のどこかではないかと察しつげにたずねたところ、大原町であることが知れた。「え、大原?やっぱり」と返事をする権藤につげは「知ってるんですか?」と驚く。その5、6年前、大学生であった20歳そこそこの権藤は大学の恩師の勧めで大原へ旅をし、大原漁港の風情や漁港南端の高台から見る海の美しさに魅了されていた。権藤は外房でも大原は気に入っている旨を話したところ、つげは権藤に八幡岬に行ったかどうかを尋ねた。このとき、権藤は初めて漁港南端の高台のある場所が八幡岬だと知る。作中に真っ黒に塗りつぶされシルエットになった高い岬の上から魚を釣り上げる男の縦長のコマがあるが、それが八幡岬である。実際には20－30mの高さがあり、釣りなどできる状況ではないが、大変印象的であり表現上大きな効果を上げている。さらに八幡岬から西へ続く断崖の海岸線のすばらしさをつげは強調して話した。つげが海水浴をする際には大原の海水浴場だけではなく、この八幡岬から西の地元の人しか知らない入り江にも訪れるという。作中、「この海辺は母親の生まれたところです」と主人公の青年が少女に話すと、少女が青年に「懐かしいでしょう」と問い返すが「いやぜんぜん覚えていない」と答えるシーンがある。権藤はこの会話などから、つげの大原への思い入れを察した。

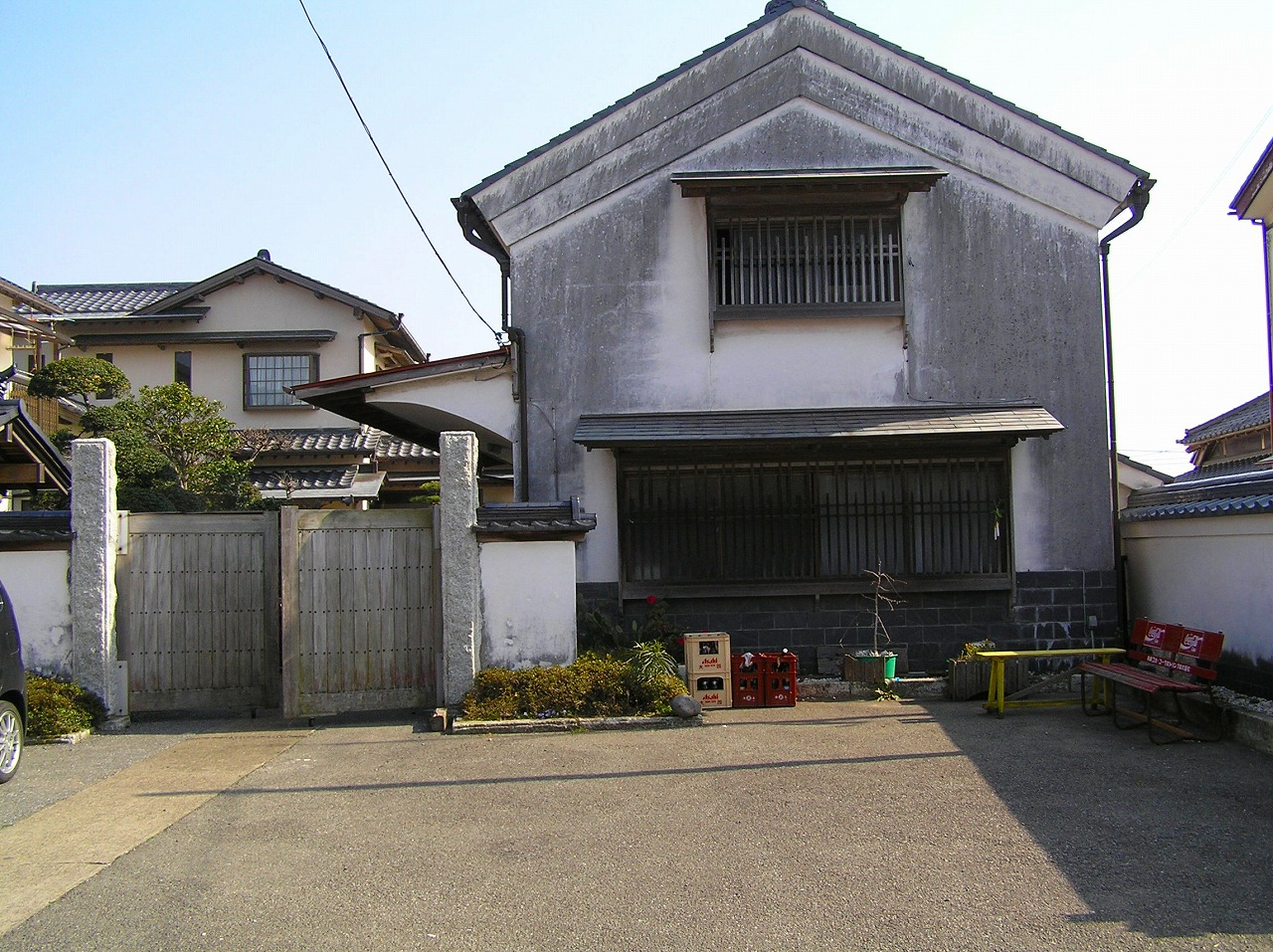
作品の舞台となった大原の町並み。

この後、つげと権藤は数十年にわたる付き合いをすることになるが、会話の中で大原の話が幾度となく出ることになる。権藤はその後も幾度となく大原を訪れている。「海辺の叙景」の発表後、5、6年たったころには権藤の発案により、つげをはじめ石子順造、山根貞夫、梶井純、つげ忠男、桜井昌一の7名で大原への1泊旅行が企画されたことがあったが、さまざまな都合で計画は流れた。
作中に描かれる大原海水浴場は1970年頃の漁港の拡張工事により、塩田川より北へ場所をかえている。作品に描かれた当時は漁港に隣接する小さな海水浴場であった。八幡岬は現在も当時の姿のまま残されているが、昔から自殺の名所で、作中でも岬のそばで漁船の網に母子の土左衛門がかかるエピソードが描かれている。

## 参考サイト
- つげ義春聖地巡礼 海辺の叙景 大原~袖ヶ浦 2013.11.30 （「海辺の叙景」の舞台となった場所を実際に取材した動画サイト）